# Kazimierz Kuźniar (regionalista)
Kazimierz Kuźniar (ur. 26 maja 1933 w Rohatynie, zm. 1 listopada 2019 w Łańcucie) – regionalista, kresowiak, magister administracji, działacz społeczny, sportowy i harcerski.

## Życiorys

### Rodzina
Syn Józefa i Marii.
Ojciec Józef pracował na poczcie w Rohatynie, a potem w Podkamieniu. Po klęsce wrześniowej Polski, a następnie agresji Niemiec na Rosję, jesienią 1941 roku został wywieziony na roboty przymusowe do Niemiec: najpierw do Schneidemühl (Piła), potem do Köslin (Koszalin), gdzie zachorował na gruźlicę. Po powrocie do Rohatyna 7 listopada 1943 roku, zmarł 7 marca 1944 roku i został pochowany na miejscowym cmentarzu.
Matka Anna czynnie uczestniczyła w pracach pobliskiego domu polonijnego, a także działała przy parafii. Po wywózce męża sama opiekowała się dwójką nieletnich dzieci, pracując m.in. w gospodarstwie rolnym w Psarach, czy handlując zakupionym od rolników nabiałem we Lwowie. Zmarła i została pochowana na Cmentarzu Komunalnym w Leżajsku 12 grudnia 1977 roku.

### Życie prywatne
Żonaty z Marianną Kujawa. Syn Arkadiusz (ur. 1960), córka Ewa (ur. 1961). 23 lipca 2010 r. wraz z małżonką, zostali uhonorowani medalami za Długoletnie Pożycie Małżeńskie (50 lat) przyznanymi przez Prezydenta Rzeczypospolitej Polskiej Lecha Kaczyńskiego, postanowieniem z dnia 29 marca 2010 r., które wręczył Burmistrz Leżajska Tadeusz Trębacz.

### Dzieciństwo i młodość
Szkołę podstawową ukończył 30 czerwca 1943 roku. Jesienią 1943 roku wraz z matką i siostrą uciekli z Podkamienia do Rohatyna przed mordami, jakich Ukraińcy dokonywali na Polakach w sąsiednich miejscowościach (między 12 a 16 marca 1944 r. nastąpiła krwawa rzeź w Podkamieniu), a 8 czerwca 1944 roku uciekli przed kolejnymi mordami do Niska. Uczęszczał tu do szkoły średniej, w której zdał maturę w 1951 roku. Absolwent Uniwersytetu Marii Curie-Skłodowskiej w Lublinie. 16 czerwca 1979 roku uzyskał tytuł magistra administracji.

### Kariera zawodowa
- od 1951 w Zjednoczeniu Budownictwa Miejskiego w Stalowej Woli[14], w Ekspozyturze Transportu na stanowisku "pomocnika kierowcy", a w okresie 1 sierpnia – 14 grudnia 1951 jako dyspozytor transportu,
- 15 grudnia 1951 – 20 stycznia 1953: pracownik Wydziału Handlu Prezydium Powiatowej Rady Narodowej[15] w Nisku,
- 20 stycznia 1953 – 31 grudnia 1953: inspektor powiatowy Państwowej Inspekcji Handlu[16] w Nisku,
- 1 stycznia 1954 – 31 sierpnia 1957: przewodniczący Powiatowego Komitetu Kultury Fizycznej w Nisku[17],
- 1 września 1957 – 31 sierpnia 1964: praca w Powszechnej Spółdzielni Spożywców (PSS) „Społem” w Nisku[18] (przewodniczący Rady Zakładowej, członek Zarządu Oddziału Związku Zawodowego Pracowników Handlu i Spółdzielczości, członek władz Zarządu Okręgu PSS w Rzeszowie),
- 16 września 1964 – 15 sierpnia 1968: wiceprezes PSS w Leżajsku,
- 16sierpnia 1968 – 14 czerwca 1970: kierownik Powiatowego Ośrodka Propagandy Partyjnej[19] Komitet Powiatowy PZPR[20] (zwolniony po przystąpieniu córki do I Komunii Świętej),
- 15 czerwca 1970 – 30 listopada 1971: starszy rewident w Leżajskiej Wytwórni Tytoniu Przemysłowego (LWTP)[21],
- 1 grudnia 1972 – 29 lutego 1977: praca w administracji państwowej. Kierownik Wydziału Handlu i Usług Prezydium PRN (1972-75), inspektor ds. obsługi MRN w Urzędzie Miejskim (1975-76),
- 1 marca 1977 – 15 grudnia 1981: naczelnik miasta Leżajska[22],
- 16 grudnia 1981: przejście na emeryturę ZUS,
- 1 września 1983 – 31 sierpnia 1988: nauczyciel w Ośrodku Kształcenia Zawodowego ZDZ oraz Szkole Podstawowej nr 1 w Leżajsku,
- 1 października 1984 – 30 czerwca 1989[23], 15 lipca 1991 – 31 grudnia 2001: kierownik Inspektoratu ZUS w Leżajsku,
- 1 lipca 1989 – 30 marca 1991: dyrektor Przedsiębiorstwa Upowszechniania Prasy i Książki „Ruch” Oddział w Leżajsku.

## Pozazawodowa działalność społeczna

### Nisko
Od najmłodszych lat wykazywał różnorodne zainteresowania. Po przybyciu do Niska miał ochotę śpiewać w chórze kościelnym, ale organista wyznaczył mu rolę kalikowania, czyli tłoczenia powietrza do miechów, które stanowiły siłę napędową dla organów. Jako działacz Powiatowej Komisji Imprez i Obchodów Artystycznych, uczestniczył w przygotowywaniach, a następnie brał udział w V Światowym Festiwalu Młodzieży i Studentów w Warszawie w terminach 29 lipca – 4 sierpnia 1955 r. i 7–13 sierpnia 1955 r.  Końcem 1956 r. dzięki aprobacie powstałego Powiatowego Klubu Aktywu przy ZP ZMP, którego przez kilka miesięcy był kierownikiem, skompletował zespół estradowy, który miał w repertuarze utwory znanych satyryków, m.in. J. Sztaudyngera, S. Wiecha, J. Jurandota. Z chwilą powstania Powiatowego Domu Kultury, na bazie założonego zespołu estradowego powstał pierwszy po wojnie w mieście zespół teatralny utworzony w 1957 r. pod kierownictwem Jana Bossowskiego (działacza "Reduty Niżańskiej"). Premiera pierwszego przedstawienia Sublokatorka Adama Grzymały-Siedleckiego miała miejsce w sali kina „SAN”. Główne role przyjęli: Jadwiga Koterba, Hanna Wołek, Maria Zamłyńska, Jan Bossowski, Aleksander Ciepły, Edward Jusiak i Kazimierz Kuźniar (jako dr Szyszpół). W latach 1958–59 zespół występował m.in. w Leżajsku, Rudniku, Ulanowie, jeżdżąc samochodem ciężarowym wraz z rekwizytami, które sami rozładowywali, składali na scenie, a po występie demontowali.
Pod koniec 1956 r. wraz z grupą kilku osób utworzył zalążek – jeszcze nieformalny – drużyny harcerskiej. Od 1957 r. działał społecznie w strukturach Komendy Hufca ZHP Nisko, aż do 1964 r., z tym że przez okres pierwszych dwóch lat był tzw. IBS (czyli instruktor bez stopnia). 25 sierpnia 1958 r. rozkazem Głównej Kwatery Harcerstwa przyznano mu stopień podharcmistrza. Po Krzysztofie Wójciku był pierwszym w powiecie, który otrzymał tak wysoki wówczas stopień. W Komendzie Hufca pełnił kolejno funkcje: łącznika HSI (Harcerskiej Służby Informacyjnej), instruktora ds. sportu, drużynowego I (DH) Drużyny Harcerskiej im. Stefana Czarnieckiego oraz instruktora drużyn starszoharcerskich. W okresie 1958-59, pełnił funkcję Komendantem Hufca ZHP.
Występował w miejskiej drużynie piłkarskiej na pozycji bramkarza do momentu kontuzji, jakiej się nabawił w trakcie meczu w 1950 r. Był instruktorem piłki nożnej, sędzią sportowym: piłki nożnej, siatkówki, lekkoatletyki, kolarstwa, łucznictwa i szachów. Był członkiem klubów sportowych: KS „Ogniwo”, „Sparta”, LKS „Orkan”, „Zenit”, LZS Groble. Współorganizator razem m.in. z Z. Maciurzyńskim i A. Drzymałą ogniska TKKF (od 1957 r.). Organizator i przewodniczący Zarządu Oddziału PTTK (od 1955 r.). Członek prezydium i wiceprzewodniczący ZP LPŻ (potem LOK).

### Leżajsk
Po przeprowadzce do Leżajska w 1964 r., był w gronie założycieli Towarzystwa Miłośników Ziemi Leżajskiej, którego pierwsze władze wybrano 27 marca 1972 r., a więc blisko po 3 latach od zatwierdzenia statutu Towarzystwa 2 czerwca 1969 r. przez Wydział Spraw Wewnętrznych Prezydium WRN w Rzeszowie. 6 marca 1982 r. wszedł w skład zarządu, gdzie pełnił funkcję zastępcy prezesa. W latach 1982–1987 był społecznym redaktorem naczelnym periodyku „Almanach Leżajski” (wydano wówczas 11 numerów). Pierwszy numer „Almanachu” wydano w grudniu 1982 r. Jako jedyny przedstawiciel województwa w trakcie III Kongresu Regionalnych Towarzystw Kultury w Poznaniu 23-25 października 1986 r. został wybrany do  Krajowego Zespołu Regionalnych Towarzystw przy Narodowej Radzie Kultury na okres 1986-89.
Był współorganizatorem ogólnopolskich audycji telewizyjnych z przedmiotu wiedzy obywatelskiej dla szkół podstawowych kręconych na bazie SP-1 w Leżajsku. W kwietniu 1999 r. został zaproszony przez starostę leżajskiego Stanisława Chmurę do prac w zespole, który opracował projekt herbu powiatu leżajskiego. Efektem tych prac było przedstawienie 17 grudnia 1999 r. w Warszawie symboli powiatowych, tj. herbu i flagi, które 17 lutego 2000 r. zostały pozytywnie zaopiniowane przez Heraldyczny Punkt Konsultacyjny przy MSWiA. Na Radzie Powiatu w dniu 15 marca 2000 r. została podjęta uchwała o zatwierdzeniu herbu i flagi Powiatu Leżajskiego, a Kazimierz Kuźniar był obok prof. J. Półćwiartka i O. dr E. Obruśnika jednym z referentów, przedstawiając historię i symbole herbu miasta Leżajska.
Wraz z Eugeniuszem Matkowskim 24 grudnia 2001 r. był założycielem i pierwszym Prezesem Towarzystwa Miłośników Lwowa i Kresów Południowo-Wschodnich, w którym działał do 7 stycznia 2003 r. Udzielał porad prawnych w ramach prowadzonej Franciszkańskiej Akcji Charytatywnej przy Klasztorze OO. Bernardynów w 1998 r. W 1996 r. założył prywatną witrynę wydawniczą „Raptularz”. W latach 1996–2019 wydał 42 numery. Zaproszony przez Starostę Leżajskiego  Roberta Żołynię uczestniczył w pracach Rady Programowej powołanej dla opracowania ogólnej koncepcji funkcjonowania Muzeum Ziemi Leżajskiej, które zostało uroczyście otwarte w dniu 3 grudnia 2007 r. w odrestaurowanym Dworze Starościńskim – jako pierwszej profesjonalnej placówce muzealnej na Ziemi Leżajskiej.
Dzięki jego staraniom, w dniu 14 maja 2001 r. został uroczyście otwarty nowy budynek ZUS w Leżajsku. W trakcie uroczystości razem z posłem Zbigniewem Rynasiewiczem uczestniczył w przecięciu wstęgi. Był wiceprezesem LKS „Pogoń” w okresie od lutego 1967 r. do 11 września 1971 r. Współzałożyciel MZKS „Pogoń” oraz członek zarządu I i II kadencji (25 sierpnia 1976 – 15 grudnia 1982). Współzałożyciel i pierwszy Prezes sekcji piłki siatkowej ZKS „Tytoń” przy LWTP w okresie 11 września 1971 – 29 czerwca 1972.
Został pochowany na Cmentarzu Komunalnym w Leżajsku.

### Publikacje
- Kazimierz Kuźniar, 20 lat Inspektoratu ZUS w Leżajsku (1976-1996), Leżajsk 1997.
- Kazimierz Kuźniar, Historia herbu miasta Leżajska, Leżajsk 1997[49].
- Kazimierz Kuźniar, „Brzost” sp. z o.o. Leżajsk – Przychojec 1986-2008, Leżajsk 2009.
- Kazimierz Kuźniar, Herb powiatu, herb miast i gmin ziemi leżajskiej, Leżajsk 2013.
- Kazimierz Kuźniar, Powiatowa Rada Narodowa w Leżajsku w latach 1956-1975 (szkic do monografii), Leżajsk 2013.
- Jacek Jucha, Kazimierz Kuźniar, Dzieje klubu sportowego w Leżajsku, Leżajsk 2009.
- Jacek Jucha, Kazimierz Kuźniar, LKS Błękit Żołynia na tle rozwoju sportu w gminie, Żołynia 2011.[50]

## Odznaczenia i wyróżnienia
- Krzyż Kawalerski Orderu Odrodzenia Polski (Warszawa, 24 czerwca 1987)[51][52]
- Złoty Krzyż Zasługi (1979)[53]
- Srebrny Krzyż Zasługi (1974)[54]
- Odznaka "Zasłużony dla Województwa Rzeszowskiego" (Rzeszów, 1972)[55]
- Odznaka Honorowa „Zasłużony dla miasta Leżajska” (Leżajsk, 1997)[56]
- Nagroda Ministra Kultury i Sztuki (maj 1985)
- Nagroda twórcza WRN za „Almanach Leżajski” (1987)[57]
- Wpis do Księgi Ludzi Zasłużonych dla Miasta Leżajska (1982)[58]
- Wojewódzka nagroda Urzędu Marszałkowskiego „Kryształowa Koniczyna” (Rzeszów, 2008)
- Nagroda Zarządu Powiatu Leżajskiego za działalność publicystyczną i ochronę dziedzictwa narodowego (2009)
- Brązowa Odznaka „Za Zasługi dla Obrony Cywilnej” (Warszawa, 1978)[59]
- Srebrna Odznaka "Za zasługi w zwalczaniu powodzi" (Warszawa, 1985)[60]
- Srebrny Medal „Opiekuna Miejsc Pamięci Narodowej” (Warszawa, 1985)[61]
- Odznaka Honorowa Zasłużony Pracownik Państwowy (Warszawa, 1988)[62]
- Odznaka Zarządu Głównego LPŻ[63] (Rzeszów, 1962)
- Odznaka Centralnego Związku Spółdzielni Budownictwa Mieszkaniowego (Warszawa, 1977)
- Odznaka Zarządu Głównego LOK (Warszawa, 1977)
- Odznaka Zarządu Głównego Związku Zawodowego Pracowników Handlu i Spółdzielczości
- Odznaka Zarządu Głównego Ochotniczych Straży Pożarnej (Warszawa, 1977)
- Honorowa Odznaka NFOZ[64] (Warszawa, 1979)[65]